# Hentie's Bay
Hentie's bay (în afrikaans Hentiesbaai, în germană Hentiesbucht) este un oraș din Namibia. Localizat pe coasta oceanului Atlantic, la 70 km nord de Swakopmund. Funcția de bază este cea turistică.